# Physedium
Physedium là một chi rêu trong họ Pottiaceae.